# Renault FT
El Renault FT-17 és el tanc francès més conegut en la Primera Guerra Mundial, va estar en servei en l'exèrcit francès fins i tot el començament de la Segona Guerra Mundial.

## Presentació
El tanc Renault FT 17 es pot considerar el primer tanc modern, un disseny francès que després de la Gran Guerra va ser copiat i exportat a quantitat de països (entre ells Espanya amb el Tanc Trubia A4). Pot considerar-se modern per la seva disposició i xassís amb torreta superior, que posteriorment seria l'estàndard per a la majoria dels carros de combat.
Es tractava d'un carro lent, de suport a la infanteria, amb una velocitat màxima de 6-8 km/h, i una tripulació de només dos homes, el cap-tirador, situat a la torreta, i el conductor, situat al frontal del vehicle. Motor, canvi i altres elements mecànics ocupaven la part posterior del vehicle.

## Fabricació
D'aquest model se'n van fabricar més de 3.000 unitats durant la Gran Guerra, estant en servei fins i tot el 1944, any en què els alemanys de la França ocupada els van utilitzar en els combats que van tenir lloc als carrers de París.

## Versions
Existien dues versions en funció del seu armament, una muntava el canó curt de 37 mm Puteaux SA-18, i l'altra la metralladora de 8 mm Hotchkiss Mle 1914. Els carros espanyols portaven la metralladora de la mateixa marca de calibre 7 mm. Posteriorment es van fabricar algunes unitats de comandament desarmades.

## Els FT-17 a Espanya
Entre els països que van comptar amb aquest carro després de la Primera Guerra Mundial, Espanya en va rebre un per a la seva avaluació el 1919.
El 1925, foren usats en el desembarcament d'Alhucemas, però la llanxa K que els transportava encallà i no van poder ser usats en les primeres onades de combats. Posteriorment mostrarien la seva eficàcia en la guerra del Rif, tot i que mostrant clarament la seva tendència a quedar indefensos quan la seva única peça s'avariava o reescalfava.
Posteriorment serien usats a Astúries, en els combats de la revolució d'octubre, i amb l'arribada de la guerra civil, 5 quedarien en mans governamentals, a Madrid i uns altres 5 en mans revoltades, a Saragossa. El bàndol republicà en compraria a Polònia uns altres 64 que aquests anaven a enviar a desballestament.
Els carros Renault es van mostrar molt actius al front nord i en els combats de la batalla de Madrid, i les seves últimes accions en Espanya se centren en els últims dies de la guerra, a Madrid, en les lluites entre comunistes i homes de Segismundo Casado.